# Escalera de gancho

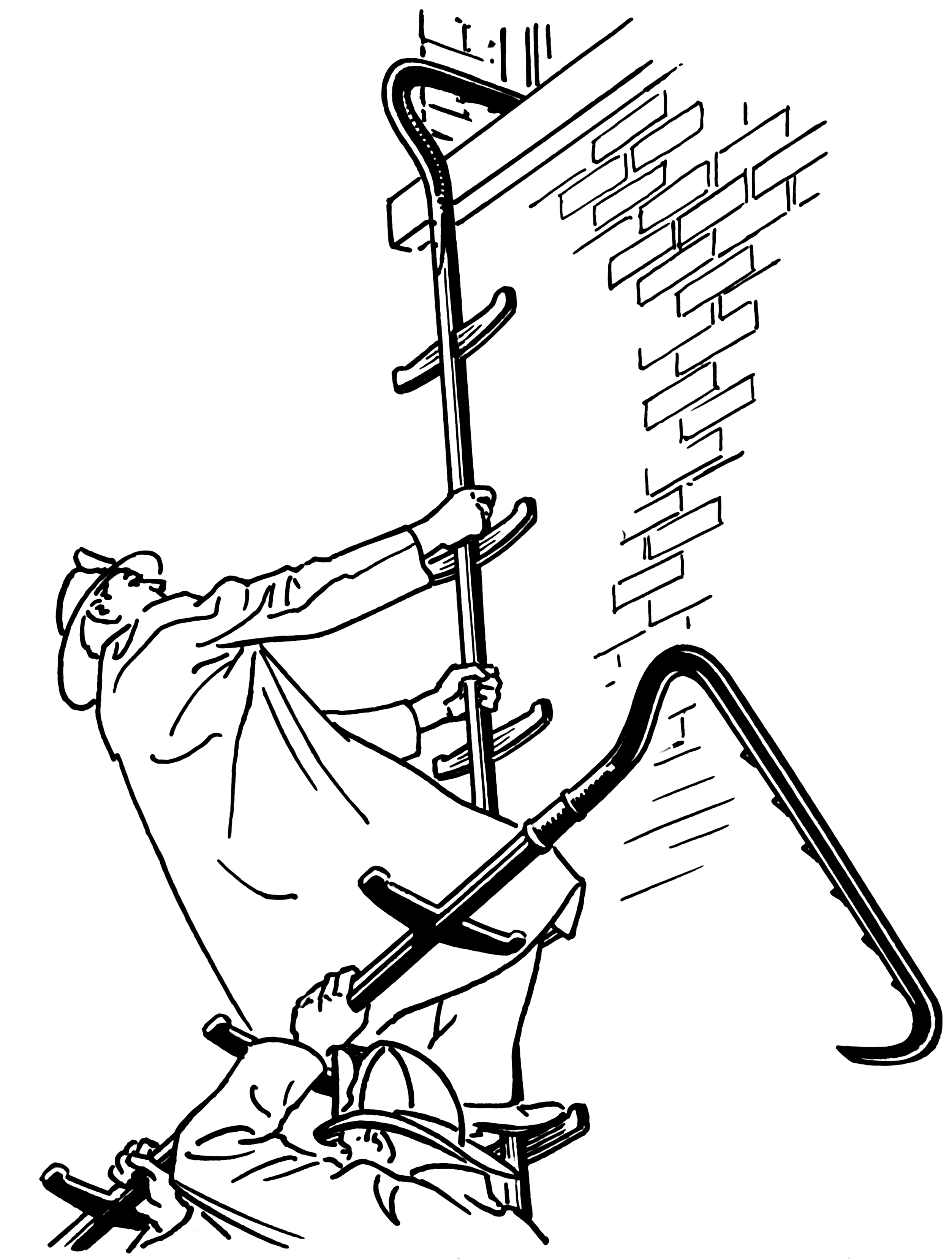
Hace mucho tiempo...

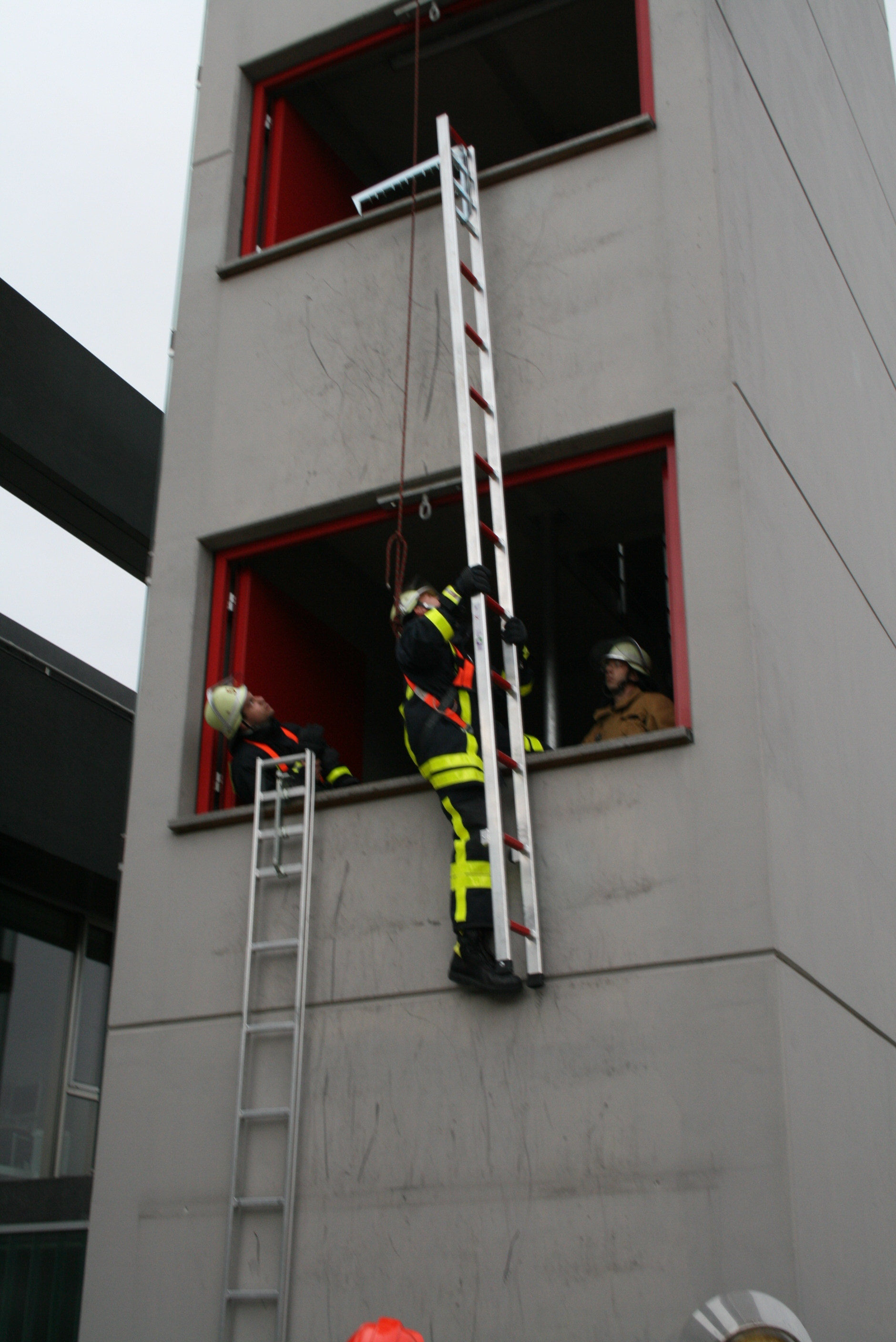
... y hoy

Una escalera  de gancho (en inglés: pompier ladder; del francés pompier, que significa bombero ) es un tipo de escalera que se puede fijar en el vierteaguas de una ventana o una cornisa similar mediante el uso de un gancho que alarga con sierras en la parte inferior. La escalera  pegada queda colgada verticalmente sobre la cara del edificio.

## Historia
La escalera se desarrolló para acceder a los edificios a través de callejones cerrados, pozos de luz y patios a los que no se podía tomar ningún otro tipo de escala. Se podrían utilizar un par de hombres y dos escaleras  para escalar un edificio a alturas considerables, subiendo de piso en piso y balanceando la escalera hacia atrás y lanzándola hacia el piso siguiente.
El diseño francés original era una escalera de viga única con pares de escalones proyectados hacia el exterior a ambos lados de la viga. La versión británica era una escalera de ceniza convencional con 2 barras paralelas de unos 4 m de largo y separadas 25 cm. Las escaleras  de gancho se pueden utilizar para escalar de piso en piso en edificios de varias plantas mediante ventanas exteriores. Las escaleras  se pegan a la cornisa de la ventana por un "cuello de cisne" que sobresale desde la parte superior. Las longitudes varían de 10 a 16 pies.